# Proctàlgia fugaç
La proctàlgia fugaç, és un dolor sever i episòdic a les regions del recte i anus. Pot ser causat per una rampa del múscul elevador de l'anus, i a causa de l'alta incidència d'engrossiment de l'esfínter anal intern amb el trastorn, es creu que és un trastorn d'aquest múscul o que és una neuràlgia dels nervis pudends.

## Signes i símptomes
Amb més freqüència es produeix al mig de la nit i dura de segons a minuts; si el dolor duren vint minuts o més probablement es diagnosticaria d'una síndrome de l'elevador de l'anus. En un estudi publicat l'any 2007 amb 1809 pacients, els atacs es van produir durant el dia (33%) i la nit (33%) i el nombre mitjà d'atacs va ser de 13. L'inici pot ser durant la infància; tanmateix, en diversos estudis l'edat mitjana d'inici va ser de 45 anys. Molts estudis van demostrar que les dones es veuen afectades amb més freqüència que els homes, però això es pot explicar almenys en part per la reticència dels homes a buscar assessorament mèdic pel que fa al dolor rectal. Les dades sobre el nombre de persones afectades varien, però la prevalença pot arribar a ser d'un 8-18%. Es creu que només el 17-20% dels pacients consulten un metge, de manera que obtenir dades precises representa un repte.
Durant un episodi, el pacient sent un dolor semblant a un espasme, de vegades insuportable, al recte o a l'anus, sovint malinterpretat com a necessitat de defecar. Per ser diagnosticat com a proctàlgia fugaç, el dolor ha d'aparèixer en absència d'una causa clara. Com a tal, el dolor associat amb restrenyiment (ja sigui crònic o agut), al coit anal penetratiu, a un trauma (com fissures de l'esfínter rectal o del canal anal), a efectes secundaris d'alguns medicaments (particularment opiacis), o a la inserció d'un cos estrany al recte impedeixen aquest diagnòstic. L'episodi de dolor disminueix per si mateix a mesura que l'espasme desapareix per si sol.

## Tractament
Per als casos més lleus, un tractament tòpic amb un blocador dels canals de calci com el diltiazem, o la pomada de nifedipina, la inhalació de salbutamol i la nitroglicerina tòpica. Per als casos persistents, es poden considerar blocatges locals anestèsics, injeccions de clonidina o toxina botulínica.